# Diócesis de Strängnäs (antigua)
La diócesis de Strängnäs (en latín: Dioecesis Strenginensis y en sueco: Strängnäs stift) fue una circunscripción eclesiástica de la Iglesia católica en Suecia. Fue convertida en parte de la Iglesia independiente de Suecia (desde 20 de marzo de 1593 completamente luterana) el 18 de junio de 1527 por decisión del rey de Suecia y suprimida de hecho como diócesis católica al morir su último obispo católico en 1543. Se trataba de una diócesis latina, sufragánea de la arquidiócesis de Upsala.

## Territorio y organización
La diócesis extendía su jurisdicción sobre los fieles católicos de rito latino residentes en las provincias Södermanland, de Estocolmo al sur del lago Mälar, y la parte sur de la provincia de Örebro. Su territorio desde el 29 de junio de 1953 está incluido en la diócesis de Estocolmo.
La sede de la diócesis se encontraba en la ciudad de Strängnäs, en donde se halla la Catedral de San Pedro y San Pablo, hoy perteneciente a la Iglesia de Suecia. El palacio episcopal fue construido alrededor de 1490 y posteriormente reconvertido en escuela catedralicia.
Entre otras instituciones, en la diócesis se encontraba el cabildo de la catedral, fundado en torno a 1288, que contaba con 13 miembros a finales del siglo XV, además de los cuales había al menos 18 capellanes, que servían en los 18 altares. La diócesis albergaba además la cartuja de Mariefred (1491-1526) y el priorato de Örebro, fundado por los carmelitas en 1418.

## Historia

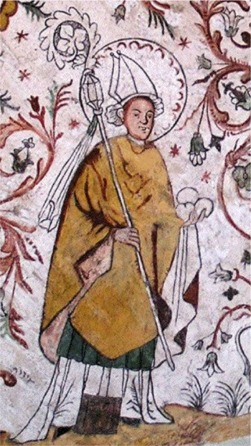
San Eskil, fundador de la Iglesia de Strängnäs

### Antecedentes
Un primer intento de evangelización de la región se hizo en la primera mitad del siglo IX por san Ascario de Amiens, más tarde arzobispo de Hamburgo-Bremen. En 829, Ascario y su compañero Witmar llegaron a Björkö (Birka), una isla en el lago Mälar y un gran centro de comercio, donde fueron bien recibidos y consiguieron muchos conversos. Al regresar a Alemania en 831, Ascario fue nombrado primer arzobispo de Hamburgo por el papa Gregorio IV y recibió una parte en la supervisión de la misión del Norte, hasta entonces ejercida por Ebbo, arzobispo de Reims. El pariente de Ebbo, Gautberto (Simón), se convirtió en arzobispo de Suecia y construyó una iglesia en Birka. Este éxito le granjeó la enemistad de los suecos paganos, que lo expulsaron del país en 837 y asesinaron a su pariente Nithard. Ascario envió a Ardgeir a Suecia en 844, pero no se quedó mucho tiempo. Ascario volvió a visitar Björkö en 853, cuando se aprobó una ley que toleraba el cristianismo, y hasta 865 Rimbert, biógrafo y sucesor de Ascario, y otros misioneros trabajaron allí. En 936, el arzobispo de Hamburgo-Bremen, Unni, visitó Björkö y murió allí. En 1066 la ciudad fue destruida por completo y la misión finalizó. 

### Diócesis católica
Una nueva misión fue establecida por el obispo misionero anglosajón san Eskil, quien murió como mártir el 12 de junio de 1129. Según una leyenda posterior, Eskil perturbó un sacrificio pagano celebrado en Strängnäs por el rey Blot-Sweyn y fue asesinado. San Botvid, un laico nativo convertido en Inglaterra, continuó la predicación del cristianismo hasta su asesinato el 28 de julio de 1120 por un cautivo eslavo al que había redimido. Por esta época, Ragnhild, esposa del rey Inge II, murió y fue enterrada en Södertälje, ciudad de la que se convirtió en la santa patrona. 
La diócesis de Strängnäs fue erigida alrededor de 1129/1130. El primer obispo fue Gerder, considerado sucesor de san Eskil; fundó una escuela y un monasterio cluniacense en Strängnäs. En 1152 se determinaron los límites de la diócesis de Strängnäs en una asamblea en Linköping. 
Originalmente sufragánea de la arquidiócesis de Hamburgo-Bremen, en 1104 se convirtió en sufragánea de arquidiócesis de Lund, ciudad que era parte del Reino de Dinamarca. En 1164 pasó a formar parte de la provincia eclesiástica de la arquidiócesis de Upsala.
La catedral, iniciada alrededor de 1160, fue consagrada por el obispo Anund Jonsson en 1291.
El rey Christián II entregó el obispado a Jens Andersen Beldenak, obispo de Odense, quien sin embargo regresó a Dinamarca en abril de 1521. Durante la vacante, la diócesis fue gobernada por Laurentius Andreae, quien se había convertido en archidiácono de Strängnäs en 1520. Favoreció mucho al luterano Olaus Petri, y como canciller del rey Gustavo I de Suecia (1523) promovió los intereses del protestantismo.

### Reforma protestante
El 17 de junio de 1523 Gustavo I de Suecia (Gustavo Vasa) entró en Estocolmo finalizando la guerra de liberación sueca que disolvió la Unión de Kalmar y el fin del dominio danés.
Entre el 16 y el 18 de junio de 1527 se celebró en Västerås el parlamento o Riksdag por el cual Gustavo I privó a la Iglesia de su poder, se apoderó de sus bienes, cortó sus vínculos con la Iglesia de Roma y se proclamó su jefe. Desde entonces hubo una Iglesia sueca independiente que comenzó el proceso de introducción del luteranismo y rompió definitivamente con el papa al abolir el derecho canónico en la reunión de Upsala en 1536.
El último obispo católico de Strängnäs fue Magnus Sommar, decano de Strängnäs en 1518, nombrado obispo por Gustavo Vasa en 1522 y consagrado sin confirmación papal por Petrus Magni, obispo de Västerås, el 6 de enero de 1528. Mesenio afirma que los obispos electos firmaron un documento en el que prometían ir a Roma para buscar la confirmación papal, y así persuadieron a Petrus Magni para que procediera a la consagración. Magnus Sommar fue muy sumiso con el rey, pero sus concesiones no lo salvaron. En 1536 fue depuesto y encarcelado bajo sospecha de participación en la llamada conspiración de la pólvora de 1536 en Estocolmo. Sin embargo, fue puesto en libertad después de 8 meses para que pudiera retirarse al monasterio de Krokek, donde murió alrededor de 1543.
En 1536 el rey nombró a Botvid Sunesson como obispo de Strängnäs de la Iglesia sueca independiente del papa.
El 20 de marzo de 1593 el sínodo de Upsala prohibió en el Reino de Suecia toda religión que no fuera la doctrina luterana, excepto en las embajadas, adoptando las Confesiones de Augsburgo y completando la transformación de la Iglesia sueca independiente en luterana. Los sacerdotes católicos se vieron obligados a convertirse o abandonar el país. Con la derrota del rey católico Segismundo III Vasa en la llamada guerra contra Segismundo en 1599, finalizó toda traza de catolicismo en Suecia.

## Episcopologio
- San Eskil † (?-12 de junio de 1129 falleció)
- Gerdar † (1131-?)
- Vilhelmus † (1160-circa 1208 falleció)
- Uffe † (1216-1219 falleció)
- Olov Basatömer † (1219-29 de enero de 1224 nombrado arzobispo de Upsala)
- Niels (Col) † (1223-1268 falleció)
- Finvid † (1267-1275 falleció)
- Anund Jonsson † (1275-1291 falleció)
- Isarus † (1291-1308 falleció)
- Styrbjörn † (1308-1333 falleció)
- Frenderus † (1340-1344 falleció)
- Sigmundus † (1345-? falleció)
- Thyrgillus Johannis † (27 de junio de 1356-27 de marzo de 1370 falleció)
- Tord Gunnarsson † (1370-28 de febrero de 1401 falleció)
  - Giovanni Jagow, O.P. † (20 de julio de 1384-?) (antiobispo)
- Peter Johannes † (1 de junio de 1401-3 de septiembre de 1408 falleció)
- Andreas Johannes † (8 de agosto de 1410-27 de octubre de 1419 falleció)
- Arns Johannes † (24 de enero de 1420-9 de diciembre de 1428 falleció)
- Thomas Simonsson † (8 de junio de 1429-28 de enero de 1443 falleció)
- Erik Birgersson † (?-2 de marzo de 1449 falleció)
- Siggo Ulfsson † (18 de julio de 1449-8 de junio de 1463 falleció)
- Johannes Magnus † (24 de marzo de 1464-15 de agosto de 1479 falleció)
- Kort (Conrad) Rogge † (12 de noviembre de 1479-5 de abril de 1501 falleció)
- Mattias Gregersson † (27 de agosto de 1501-8 de noviembre de 1520 falleció)
- Magnus Sommar † (5 de enero de 1528-1536 depuesto por el rey de Suecia) (no recibió confirmación papal)